# Elizabeth Williams Champney
Elizabeth Williams Champney (* 6. Februar 1850 in Springfield, Ohio; † 13. Oktober 1922 in Seattle, Washington) war eine US-amerikanische Schriftstellerin.

## Leben und Wirken
Champney wurde 1850 als Elizabeth Johnson Williams geboren. Ihre Eltern waren vehemente Gegner der Sklaverei (→Abolitionismus). Die Familie ließ sich bald schon im Kansas-Territorium nieder, um dort gegen die Verbreitung der Sklaverei zu kämpfen.
Nach dem Sezessionskrieg besuchte Champney das Seminary for Young Ladies in Lexington (Massachusetts) und wurde u. a. vom Maler James Wells Champney im Zeichnen unterrichtet. Später wechselte sie ans Vassar College in Poughkeepsie (New York) und beendete dort 1869 mit dem B.A. ihr Studium. Sie kehrte nach Kansas zurück und ließ sich in Manhattan nieder. Sie arbeitete dort als Sekretärin am Kansas State Agricultural College und bekam dort dann auch eine Anstellung als Zeichenlehrerin.
1870/71 versuchten ihre Eltern eine Ehe mit einem befreundeten Bauern zu arrangieren. Dies zerschlug sich als sie ihren ehemaligen Dozenten James Wells Champney wiedertraf, der sie während einer Studienreise besuchte. Im Mai 1873 heiratete sie diesen und hatte mit ihm zwei Kinder: Edouard Frère (1874–1929), einem späteren Architekten der nach dem Lehrer seines Vaters, Edouard Frère (1819–1886) benannt wurde und Maria Mitchell (1877–1906), einer Miniaturmalerin, die nach Maria Mitchell (1819–1899), einer Dozentin am Vassar College benannt wurde.
Zwischen 1873 und 1876 bereisten die Champneys die Vereinigten Staaten und Europa und ließen sich anschließend in Deerfield (Massachusetts) nieder. Als ihr Ehemann 1879 in Manhattan (Fifth Avenue 96) ein großes Atelier gründete, errichtete sie dort einen eleganten Zweitwohnsitz.

## Rezeption
Champneys literarische Versuche stammen aus ihrer Studienzeit. Durch die Kontakte ihres Ehemannes lernte sie auch einige Verleger kennen, die ihr später behilflich sein konnten. Mit der Veröffentlichung eines Gedichtes konnte sie als Autorin im November 1873 erfolgreich debütieren. Eines ihrer wichtigsten Werke war der „Vassar Girls“-Zyklus.
Ihre zahlreichen Reisen durch die USA und Europa, aber auch Nordafrika, bildeten den Grundstock ihrer späteren Werke. Neben ihren Büchern verfasste sie auch Feuilletonistisches und mit ihren Reiseberichten – u. a. in Harper’s Magazine – konnte sie sich schon bald einen Namen machen.

## Werke (Auswahl)
- Witch Winnie Reihe

1. The story of a king’s daughter. 1889.
2. Witsch Winnie’s Studio. 1892.
3. Witch Winnie in Paris. 1893.
4. Witsch Winnie at Shinecock. 1894.
5. Witsch Winnie at Versailles. 1895.
6. Witch Winnie in Spain. 1898.
7. Witsch Winnie in Venice. 1911.

- Romance of the French Abbeys. Putnam, New York 1907.
- Romance of Russia. From Rurik to Bolshevik. Putnam, New York 1921
- Romance of Roman villas. Putnam, New York 1908
- Romance of the Imperial Rome. Putnam, New York 1910.
- Romance of old Japan. Putnam, New York 1914.